# Castelfranco Emilia
Castelfranco Emilia là một đô thị Ý ở tỉnh Modena, vùng Emilia-Romagna. Đô thị này có khoảng cách 25 km về phía tây bắc Bologna. 

## Cư dân nổi bật
- Alfonsina Strada, người phụ nữ duy nhất thi đấu ở Giro d'Italia nam (1924)
- Valerio Massimo Manfredi, nhà khảo cổ (1943)